# 王长江 (开国大校)
王长江（1899年11月2日—1978年11月17日）字宗汉，直隶省（今河北省）博野县人，中国人民解放军开国大校。

## 生平
1899年11月2日，王长江出生在博野县城内西街的一个书香门第。长大后，王长江先后在保定陆军军官学校第九期步兵科、中央陆军军官学校高等教育班第二期学习。1932年4月，国民革命军第32军军长商震将王长江所属的部队改编为独立第39旅（旅长黄光华）第417团（团长蒋纪珂）第1营，王长江仍任营长。
1933年1月，日军侵占中国热河省，长城抗战爆发。独立第39旅奉命开往前线，在滦河西岸构筑工事。1933年2月，南京国民政府为了壮大部队声势，将前线参战的各独立旅均扩为师级番号，王长江营的番号改为第139师（师长黄光华）第717团（团长蒋纪珂）第1营。1933年3月4日，日军第14混成旅团米山先遣队一部占领冷口，威胁国民革命军第32军侧背。商震决定让第139师驰赴迁安县以北地区，并迅速进攻冷口，此即冷口战斗。师长黄光华接到命令后，决定以第717团担负进攻任务，团长蒋纪珂选定王长江的第1营作为主攻部队。1933年3月7日拂晓，王长江的第1营突然进攻冷口，日军仓皇抵抗，经数小时激战，第1营于上午5时收复冷口，并将残余日军全部驱逐。战斗获胜后，蒋纪珂又命所属第3营跟踪追击，留下第1营在冷口构筑防御工事。1933年4月9日中午，日军第16师团一部500多人再度进攻冷口，王长江率所部坚守，多次击退进攻。战至1933年4月11日，第139师所属三个团均已陷入苦战，此时日军宫崎支队迂回冷口右侧背。商震被迫命令第139师放弃阵地撤回滦河西岸。139师撤退时，王长江的第1营奉命留在阵地上断后。1933年5月15日，中日两国签署停战协议，长城抗战结束。王长江因在冷口表现出色，获提拔为中校营长，并于1935年7月17日获颁青天白日勋章，是该勋章的第65位获得者，也是参加长城抗战人员中第46位获得该勋章者。
1937年抗日战争全面爆发，王长江与保定军校同学兼同乡张荫梧等人组织河北人民抗日自卫军（简称河北民军），王长江任河北民军副总指挥兼主力旅旅长。但张荫梧转为坚决反共之后，受中国共产党影响的王长江在1938年10月火线起义，率部加入八路军。经张存实介绍，王长江加入中国共产党。不久，八路军任命王长江为冀中军区警备旅旅长，与该旅政委旷伏兆搭档。后来历任晋察冀军区第六军分区司令员兼警备旅旅长，晋绥军区第八军分区司令员。
第二次国共内战时期，王长江先后担任抗大第7分校校长，绥蒙军区副司令员。中华人民共和国成立后，历任绥蒙军区副司令员，华北军区副参谋长、华北陆军军官学校（后来先后改为华北高级步兵学校、第六高级步兵学校）副校长，山东军区荷泽军分区副司令员等职。1955年授大校军衔。
1978年11月17日，王长江病逝。后被追认为革命烈士，并安葬在济南英雄山烈士陵园。